# Rudolf Ferdinand Marschall
Rudolf Ferdinand Marschall (Bécs, 1873. december 3. – Bécs, 1967. július 24.) osztrák vésnök, éremművész. Stefan Schwartz iskolájában a vésést, Tautenahynnál az éremművészetet tanulta. 1903-tól a császár udvari éremművésze, 1905-től a bécsi éremművészeti iskola igazgatója. Egyes koronaérméken szereplő Ferenc József-portrék tervezője.